# Матюшино (Тавдинський міський округ)
Матю́шино (рос. Матюшино) — селище у складі Тавдинського міського округу Свердловської області.
Населення — 4 особи (2010, 19 у 2002).
Національний склад населення станом на 2002 рік: росіяни — 84 %.
Стара назва — Хмельовка.